# Jiří Černohlávek
Jiří Černohlávek (16. března 1933 Žatec – 11. července 1994 České Budějovice) byl česko-německý básník.

## Životopis
Jiří Černohlávek se narodil 16. března 1933 ve městě Žatec v lounském okrese do rodiny sedláka. Za protektorátu Čechy a Morava se rodina musel vystěhovat. Po válce se usídlila ve vesnici Třebívlice. Studoval na reálném gymnáziu v Žatci. Školu ale nedokončil, protože se musel věnovat rodinnému hospodářství. Rodinný statek byl ale komunisty znárodněn.
V první polovině 60. let 20. století byl vězněn a následně byl jako voják v pomocném technickém praporu. Koncem desetiletí se živil jako dělník. Dva roky před srpnem 1968 působil jako redaktor nakladatelství Dialog v Litvínově. Převážně psal a publikoval povídky a recenze. Po Invazi vojsk Varšavské smlouvy do Československa bylo nakladatelství zakázáno a Černohlávek se vrátil do dělnické profese.
Z Prahy se s rodinou přestěhoval do Českých Budějovic. Některé jeho básně byly zveřejněny až v roce 1989 v samizdatu. Vyšly v deníku Lidové noviny, nebo v českobudějovickému časopisu Setkání. Jednalo se o sbírky Óda na potulnou kočku a Cesta do Emauz. Dále úzce spolupracoval s Českým rozhlasem.
Jiří Černohlávek zemřel 11. července 1994 v Českých Budějovicích. V roce 2010 vyšel svazek všech jeho básních. Kniha nese prostý název Básně.

## Dílo
- Básně (2010) – svazek básní, ilustroval Štěpán Mareš, ISBN 978-80-7215-383-1